# Kazinczy László (ezredes)
Kazinczi és alsóregmeczi Kazinczy László (Alsóregmec (Abaúj vármegye), 1763. június 19. – Bécs, 1807. július 16.) ezredes, Kazinczy Ferenc költő öccse.

## Élete
Sárospatakon elvégezvén tanulmányait, gróf Wartensleben tábornok ezredébe lépett és 1782-ben Vinkovcéra Eszék mellé küldték; ahol a tábornok és neje (Teleki gróf leány) körében szívesen látott vendég volt. 1783-ban a gradiskai gyalogezrednél zászlótartó lett és több katonai kiküldetésben részesült; ezen seregnél szolgált 1790-ig és tiszti rangban főhadnagyságig emelkedett. Az üres erszény sokszor okozott neki gondot és katonáskodása, különösen az első években anyjának sok pénzébe került. 1794 után tábornoka (aki őt igen megszerette, neje pedig anyagilag gondoskodott róla) az udvari tanácsba mint segédtisztet vette magához és ott maradt annak haláláig. Ekkor visszament a hadsereghez és főstrázsamester lett. 1800-ban Bihar vármegye kérte a felkelt magyar sereghez, ahol állását alezredesi ranggal foglalta el. Onnét a Klébek- 1804 áprilisában a Kerpen-ezredbe lépett. 1805-ben ismét a bihari felkelőkhöz ment ezredesnek. 1806-ban Davidovichhoz küldetett első ezredesi ranggal ezredparancsnoknak. Több ütközetben vett részt, sok halálos veszedelemből menekült meg és a csatatéren kapott súlyos sebéből is kigyógyult. Azonban 1806-ban jobb arcába csontszú esett, Zágrábból Bécsbe vitette magát gyógyítás végett, ahol 1807-ben elhunyt.
Klasszikai műveltséggel bírt, sokat olvasott, különösen a német írókat, szeretett a latin klasszikusokból idézni. Leveleiben is, ha valami hirtelen magyarul nem jutott eszébe, németül, latinul vagy franciául fejezte ki, lefordította Friedrich Schiller Harmincéves háborúját, ez azonban elveszett. Mégis katona volt testestől, lelkestől, szerette hazáját és királyát, ezért élt, halt és bátyjával kész volt szakítani, midőn megtudta, hogy az a Martinovics-féle összeesküvésben szintén részt vett. Addig a vele sűrűn folytatott levelezése, élénk színét adja a tábori élet sanyarúságának; levelei azért igen tanulságosak és érdekesek, különösen bátyjának szerelmi viszonyaira nézve is felbecsülhetetlen kútfők. Azon levelek, melyeket bátyjához Kazinczy Ferenchez írt 1782. február 18-tól 1794. augusztusig, összesen 104, kiadattak a Kazinczy Ferencz Levelezése (Bpest, 1890-91.) I. és II. kötetében.

## Külső hivatkozások
- Kazinczy László ezredes, a szépíró /1763 – 1807/[halott link]